# 布陀
布陀（英語：Buto），又称勒托，是古埃及的城市，在今埃及谢赫村省境内，位于迪斯沃克附近的Ibtu村或者Abtu村，在亚历山大港以东95公里处，是旧石器时代到进入第一王朝之前下埃及的一个首要文明翻开据点，紧邻利比亚商道与地中海，是海陆巨商往来的重要中转。在古埃及前王朝时期的城邦争霸中，布陀州和希拉孔波利斯州最早崛起，最终北部三角洲地区以布陀为权力中心，形成下埃及王国，而希拉孔波利斯则发展成上埃及王国。
布陀原先是由“Pe”和“Dep”这两个城市合并而来的，埃及人命名为“Per-Wadjet”。女神瓦吉特(Wadjet)是布陀城的神灵，经常代表眼镜蛇，也被认为是下埃及的守护神。她的神谕位于该城市的享有盛誉的寺庙。城市里有年度的节日庆祝瓦吉特。这个城市也包含了一个荷鲁斯的圣所，并和伊西斯女神相关联。塞思认为“pe的精灵”涉及西三角洲的布陀，并且显然史前的国王在那里。那尔迈调色板记载了那尔迈对布陀城的征服，从此埃及两部分统一为一体。当时瓦吉特加入了上埃及守护神白秃鹰女神奈赫贝特(Nekhbet)，并与其保持同等的地位，她们一起被统称为统一埃及的“双女”守护神。加入了蛇形标记的瓦吉特的奈赫贝特的形象将围绕着统治埃及的法老的王权。
布陀的遗址由三个土丘组成，分为两个城市和一座寺庙，最初由弗林德斯·皮特里(Flinders Petrie)于1888年发现。最初在该遗址中出土的文物仅限于古埃及三十一个王朝时期、托勒密时期和古罗马时期，直到20世纪80年代以来才发现前王朝时期的遗存，主要是一些泥钉和具有叙利亚白色条纹特征的壶的碎片。考古学还表明布陀在前王朝时期被占领了500年之久。